# Japanse zelkova
De Japanse zelkova (Zelkova serrata) is een Aziatische boom uit de iepenfamilie (Ulmaceae), die het beste gedijt in laaggelegen stroomdalen met vochtige vruchtbare grond. Het verspreidingsgebied is China, Japan en Korea. In Japan komt deze boom tot 1220 meter boven zeeniveau voor, met name op de eilanden Kyushu en Honshu. Veel oude Japanse tempels zijn van het hout van deze boom gemaakt.
De schors is glad en lichtgrijs en schilfert of bladdert bij volgroeide bomen af, waardoor er beige plekken zichtbaar worden. De bladeren zijn eirond en 12 cm lang en 5 cm breed met aan beide zijden zes tot dertien scherpe tanden. In het voorjaar draagt de boom groene mannelijke en vrouwelijke bloemen. De bestuiving geschiedt door de wind. De vrucht is 5 mm groot. De boom kan tot 40 meter hoog worden en is bladverliezend.